# Assassin's Creed: Revelations
Assassin's Creed: Revelations è un videogioco sviluppato da Ubisoft Montréal e prodotto da Ubisoft. Si tratta del quarto capitolo della saga di Assassin's Creed. Inoltre il gioco, seguito di Assassin's Creed: Brotherhood, costituisce il capitolo finale della trilogia incentrata su Ezio Auditore.
È stato pubblicato il 15 novembre 2011 per Xbox 360 e PlayStation 3 e il 29 novembre per Microsoft Windows.

## Trama

### Ambientazione e personaggi
Assassin's Creed: Revelations mostra tutti e tre i protagonisti apparsi finora: Desmond Miles, Altaïr Ibn-La'Ahad ed Ezio Auditore. La storia principale vede Ezio raggiungere Costantinopoli, la moderna Istanbul, nel 1511 durante l'ascesa dell'Impero ottomano. Quattro dei distretti della città sono esplorabili: quello di Costantino, quello di Bayezid, quello Imperiale e quello di Galata. Ezio viaggia anche in Cappadocia, in una città sotterranea abitata esclusivamente da Templari, e a Masyaf, dove si trova l'antica roccaforte degli Assassini (apparsa nel primo capitolo). Lì scoprirà che Altaïr ha sigillato nella fortezza un artefatto così potente da poter porre fine all'eterna lotta fra templari e assassini, dietro una porta apribile solo con le 5 chiavi che ha fatto nascondere a Costantinopoli.
Il gioco continua anche i filoni narrativi di Desmond, in seguito agli eventi di Assassin's Creed: Brotherhood, e di Altaïr in seguito a quelli del primo capitolo. La parte narrativa legata a Desmond è ambientata nell'ottobre 2012 e segue direttamente gli eventi del titolo precedente. Dopo essere entrato in possesso della mela dell'Eden nascosta nel santuario sotto al Colosseo e, sotto il controllo di essa, aver ucciso Lucy, Desmond è rimasto intrappolato nell'Animus 2.0, ritrovandosi in un luogo noto come "Black Room", mentre nella realtà si trova in coma, assistito da suo padre William, oltre che da Shaun e Rebecca. Aiutato dalla coscienza di Clay Kaczmarek/Soggetto 16, la precedente cavia dell'Abstergo, dovrà mettersi alla ricerca del "nesso di sincronia", un ricordo che lo colleghi direttamente ad Altaïr ed Ezio così da ripristinare il suo subconscio e risvegliarsi. La parte narrativa legata ad Altaïr viene invece raccontata tramite dei flashback che Ezio rivive attraverso le chiavi di Masyaf da lui raccolte, ognuna delle quali gli mostra un ricordo sempre più avanti negli anni. Essi sono ambientati tutti alla roccaforte degli Assassini di Masyaf e vanno dal 1189, quando ha 24 anni, fino al 1257, quando ne ha 92, e raccontano vari eventi della vita di Altaïr, principalmente la sua lotta nel tentativo di condurre gli assassini in una nuova epoca dopo esserne divenuto il Mentore.
Nel corso del gioco, Ezio incontra un gran numero di figure storiche, quali Manuele Paleologo (erede dell'ormai scomparso Impero bizantino e gran maestro dei templari bizantini di Costantinopoli), il principe Solimano, suo zio Ahmet, Piri Reìs, Niccolò Polo e Matteo Polo, Ishak Pascià, Yusuf Tazim, Al Mualim, i sultani Bayezid II e Selim I, Shahkulu e Tarik Barleti. L'interesse amoroso di Ezio, Sofia Sartor, è invece basato sul soggetto del Ritratto di giovane veneziana di Albrecht Dürer, come si può leggere nel database del gioco.

### Storia
In seguito agli eventi del titolo precedente, Shaun Hastings rimane a Roma per assistere al funerale di Lucy Stillman, mentre Rebecca Crane porta Desmond in stato comatoso da suo padre, William Miles, a New York. Per preservare la mente di Desmond, i due lo fanno entrare nella modalità di sicurezza dell'Animus, la "Black Room". Risvegliatosi su quella che pare essere un'isola all'interno dell'Animus, Desmond incontra la coscienza di Clay Kaczmarek, la precedente cavia dell'Abstergo, dal quale apprende di dover riparare la propria mente rivivendo tutti i ricordi di Ezio fino alla fine, facendo sì che l'Animus riesca a distinguerlo dai suoi antenati e lo risvegli.
Desmond rivive così nuovamente i ricordi di Ezio, che nel 1511 giunge all'antica roccaforte degli assassini a Masyaf per scoprire di più sui suoi segreti. Trova però Masyaf occupata dai templari, che cercano di ucciderlo. Ezio fugge e scopre l'ingresso a una biblioteca sotterranea costruita da Altaïr, che richiede cinque chiavi per essere aperta. I templari ne hanno già trovata una e stanno cercando le altre quattro a Costantinopoli. Giunto lì, Ezio si incontra con Yusuf Tazim, il leader degli assassini ottomani, e diviene amico del giovane studente Solimano. Ezio scopre che le chiavi sono state nascoste da Niccolò Polo quasi tre secoli prima e si imbatte nella giovane veneziana Sofia Sartor, viaggiatrice e collezionista. Grazie a lei, riuscirà a recuperare tutte le chiavi, con i due che svilupperanno nel tempo una relazione romantica.
Nel frattempo, il principe Ahmet e suo fratello Selim sono in competizione per il titolo di sultano. Rivelandosi come figlio di Selim, Solimano chiede a Ezio di investigare sui templari bizantini, che sospetta essere responsabili dello scontro fra i due. Ezio scopre quindi che Manuele Paleologo, con il supporto dei templari, sta cercando di formare un esercito per rovesciare gli ottomani e ristabilire l'Impero bizantino. Ezio viaggia in Cappadocia, uccide Manuele e recupera l'ultima chiave, scoprendo però che è Ahmet il gran maestro dei templari.
In questo stesso periodo, Ezio rivive alcuni ricordi di Altaïr attraverso le chiavi di Masyaf. Scopre così che Altaïr, dopo aver ucciso Al Mualim, aveva tentato di riformare gli assassini, ma il suo vecchio amico Abbas Sofian aveva approfittato della sua partenza dovuta un improvviso attacco degli invasori mongoli per mettere in atto un colpo di stato e prendere il controllo degli assassini, uccidendo il secondogenito di Altaïr, Sef. Altaïr, accecato dalla vendetta, era ripartito per uccidere Abbas, ma la moglie Maria, cercando di fermarlo, è finita uccisa a sua volta. Altaïr è partito poi per un esilio volontario della durata di vent'anni, salvo poi ritornare e uccidere Abbas per riprendere il controllo della confraternita. Anni dopo, Altaïr ha registrato i suoi ricordi nelle cinque chiavi che poi ha consegnato a Niccolò perché le nascondesse.
Ritornato a Costantinopoli, Ezio scopre che Ahmet ha fatto uccidere Yusuf e rapito Sofia, pretendendo le chiavi come merce di scambio. Ezio finge di obbedire, ma una volta salvata la ragazza si lancia all'inseguimento di Ahmet, recuperando le chiavi. I due vengono allora raggiunti da Selim, che intanto è stato ufficialmente nominato sultano dal padre, che uccide Ahmet e risparmia Ezio in segno di gratitudine per aver aiutato Solimano, bandendolo però da Costantinopoli. Completato questo ricordo, l'Animus inizia a cancellare i dati in eccesso e Clay si sacrifica per impedire che Desmond venga eliminato dal sistema.
Ezio e Sofia ritornano a Masyaf, dove Ezio sblocca la biblioteca di Altaïr e trova al suo interno il suo scheletro insieme a una sesta chiave. Grazie ad essa, scopre che la biblioteca altro non è che una cripta volta a nascondere la Mela dell'Eden di Altaïr. Ezio, pur avendola trovata, sceglie di lasciarla dov'è, affermando di aver "visto abbastanza per una vita sola". Si rivolge poi a Desmond, sapendo che può sentirlo, affermando di essere niente più che il tramite di un messaggio che elude la sua comprensione, esprimendo il desiderio che Desmond possa trovare le risposte che sta cercando. Con queste parole, Ezio abbandona ufficialmente gli assassini e si ritira.
Desmond viene quindi raggiunto da Giove, un membro della Prima Civilizzazione. Costui gli spiega che la sua razza, gli Isu, e gli uomini migliaia di anni fa convivevano più o meno pacificamente fino a quando una catastrofe globale, causata da una fortissima tempesta solare, decimò entrambi, lasciando poco più di diecimila umani e molti meno Isu, che sarebbero poi diventati le divinità delle nuove civiltà umane sorte sul pianeta rinato. Gli Isu rimasti si erano salvati grazie a dei santuari sotterranei simili a cripte, come quello visitato da Ezio sotto il Vaticano anni prima. Giove aveva studiato numerosi modi per salvare il pianeta e aveva trasmesso tutti i dati a una sorta di cripta centrale, il Grande Tempio. Desmond deve raggiungerlo prima che un'ormai imminente eruzione solare colpisca la Terra e stermini tutta l'umanità, come era già successo millenni prima. Risvegliatosi dal coma dentro ad un furgone, Desmond trova accanto a lui William, Rebecca e Shaun, ai quali comunica di sapere cosa fare; il gruppo si avvicina quindi alla posizione del Grande Tempio.

### L'Archivio Perduto
Mentre si trova nella Black Room dell'Animus, Desmond rivive anche i ricordi di Clay Kaczmarek. Attraverso essi, scopre che anche lo stesso Clay era un Assassino, incaricato di infiltrarsi nei laboratori dell'Abstergo a Roma per scoprire l'obiettivo di Warren Vidic. Lucy Stillman, anche lei un'Assassina, aveva il compito di operare sotto copertura per portare in salvo Clay una volta compiuta la missione. Nelle sue memorie, Clay ricorda il disprezzo del padre verso le sue ideologie, poiché avrebbe voluto diventasse un ingegnere così da provvedere alla sua famiglia. Secondo Clay, questo attaccamento del padre verso il denaro e il profitto è stato esattamente ciò che ha allontanato la madre da loro.
Clay scoprì allora che Vidic stava usando i ricordi genetici degli Assassini per localizzare i Frutti dell'Eden, in particolare la Mela, che avrebbe poi caricato su un satellite e utilizzato per controllare le menti di tutti gli esseri umani sulla Terra. Scoprì anche il vero piano di Lucy: portare Desmond via dalla base dell'Abstergo per usare le risorse degli Assassini e localizzare la Mela, che avrebbe poi consegnato ai Templari. Una volta scoperto che Clay era venuto a sapere del suo tradimento, Lucy cancellò tutte le sue registrazioni dall'Abstergo, tenendolo imprigionato nella struttura (sia per proteggerlo che per impedirgli di rivelare la verità agli altri Assassini).
I ricordi continuano in loop fino a quando Desmond non raccoglie tutti i frammenti di memoria sparsi per i vari livelli, che gli permettono di spezzare il ciclo e accedere a un ultimo ricordo. In esso, Clay manda una e-mail a suo padre scrivendogli di non preoccuparsi per la sua scomparsa, poiché ha trovato uno scopo più nobile da servire, anticipando così il suo suicidio.

## Modalità di gioco
Il gioco permette di utilizzare tutti e tre i protagonisti della saga, Altair, Ezio e Desmond. Le vicende di Ezio sono ambientate prevalentemente a Costantinopoli ed in Cappadocia, quelle di Altaïr a Masyaf e quelle di Desmond nel mondo virtuale dell'Animus. Ai fini del completamento del gioco, comunque, sono necessarie soltanto quasi tutte le missioni di Ezio e le poche di Altair: esse prevedono una modalità di gioco sostanzialmente simile a quelle di Assassin's Creed II ed Assassin's Creed: Brotherhood, basata principalmente sull'azione e sulle scene platform. Le fasi di combattimento sono persino più semplificate rispetto ai precedenti capitoli, anche grazie ai molti potenziamenti ottenibili durante il gioco, che rendono Ezio ancora più forte e letale. Alcune caratteristiche di Brotherhood sono state eliminate, ad esempio la possibilità di spostarsi a cavallo o i manifesti da strappare per ridurre l'allerta templare (che probabilmente sono stati tolti per il fatto che nel XVI secolo in Turchia la stampa, su cui si basa la creazione dei manifesti in serie, non era ancora diffusa, quindi metterli anche in questo capitolo sarebbe stato un errore storico). Ezio, rispetto ai due precedenti suoi capitoli, ha caratteristiche differenti: ha i capelli grigi, più corti e senza il nastro per legarli, la barba lunga e grigia e gli occhi più appiattiti; inoltre Ezio, ora che ha un'età perlomeno avanzata, ha diversi problemi legati a quest'ultima, in effetti rimane meno tempo immerso quando nuota, non salta più tanto lontano, corre più lentamente e quando combatte rimane fermo per un po' dopo che ha sferrato il colpo, ma in compenso ha più esperienza nel combattimento e più facilmente riesce a spostarsi.

Scena di combattimento in versione multiplayer

In compenso, sono state introdotte alcune novità, tra cui la lama uncinata, che a differenza della lama celata permette di arrampicarsi in modo più efficiente e di eseguire nuove acrobazie molto spettacolari, tra cui lo scorrimento sulle funi tese per spostarsi rapidamente fra un tetto e l'altro. Un'altra novità importante è costituita dalle bombe degli Assassini turchi, molto variegate in termini di potenza ed effetti, che semplificano con la loro versatilità diversi momenti del gioco: lo stesso Ezio può fabbricarle, scegliendo involucro, polvere pirica ed effetto. Un'altra novità è la modalità Tower defence, in cui il giocatore deve difendere i covi degli Assassini mentre vengono assediati dai Templari, posizionando uomini e barricate al fine di respingere le diverse orde di nemici e l'ariete da sfondamento finale.
Come per i precedenti capitoli, in aggiunta alla storia principale vi sono tutta una serie di missioni secondarie che permettono al giocatore di aumentare la longevità del gioco e di ottenere vari bonus. Tra queste troviamo le sfide delle gilde, il restauro della città, il reclutamento Assassini, le missioni di Piri Reis ed altre ancora. Si possono inviare i propri adepti Assassini in missione in varie città del Mediterraneo (difesa del Mediterraneo), traendo il duplice beneficio di renderli più potenti attraverso l'esperienza accumulata e di controllare i commerci di diverse città.
Per quanto riguarda i cinque ricordi di Desmond, del tutto opzionali, essi prevedono una modalità di gioco del tutto diversa da quella classica della serie: si tratta di cinque livelli giocati in prima persona in cui il giocatore, impersonando Desmond, attraversa le ampie sezioni virtuali dell'Animus, costruendo dei blocchi virtuali per attraversare vari ostacoli. I ricordi di Desmond servono per lo più a conoscere, attraverso le parole di Desmond stesso, alcune vicende della sua vita prima che iniziassero le sue avventure da Assassino, e che fanno luce sulle sue origini. Le missioni di Altair, ambientate a Masyaf, prevedono l'uso del Maestro Assassino negli ultimi anni della sua vita, e quindi un leggero cambiamento nel gameplay: infatti, dal ricordo in cui ha 82 anni, Altair ha perso la abilità nella corsa acrobatica in quanto si stancherà a correre, mantenendo però una discreta capacità di combattere. Tuttavia, nel ricordo in cui il Mentore ha 92 anni, perderà anche quella e potrà contare soltanto sulla Mela dell'Eden: dopo aver trascorso molti anni a studiarla, infatti, ha imparato come servirsene senza dover subire effetti collaterali.

## Personaggi

### Assassini
- Desmond Miles: Discendente di Ezio e Altair. Entrato in coma si trova nella Stanza Nera dove cercherà di risvegliarsi dal coma.
- William Miles: Assassino e padre di Desmond, è lui che ha deciso di mettere Desmond nell'Animus per salvarlo.
- Rebecca Crane: Assassina e tecnico dell'Animus, monitorizza Desmond nell'Animus 2.03
- Shaun Hastings: Assassino e storico ed era colui che forniva i dati a Desmond nell'Animus
- Clay Kaczmarek: Conosciuto come "Soggetto 16". Quando era in vita una parte di se stesso è rimasta nell'Animus all'interno della Camera Nera. Nella Camera aiuta Desmond a risvegliarsi.
- Altaïr Ibn-La'Ahad: Assassino Siriano e successivamente Mentore, autore di imprese leggendarie. È il primo antenato di cui Desmond rivive i ricordi, ma per riuscire a svegliarsi è costretto a trovare un Giunto Sincronico tra Altair, Ezio e lui stesso.
- Ezio Auditore: Altro Assassino leggendario divenuto tale dopo aver liberato l'intera Europa dalla tirannia dei Borgia. Quando trovò una lettera di suo padre che accennava a una biblioteca di Masyaf si mise subito in viaggio.
- Yusuf Tazim: Capo della gilda degli Assassini a Costantinopoli e principale alleato di Ezio durante la sua permanenza in città.
- Piri Reis: Assassino della gilda ottomana ed è colui che accompagna Ezio in Cappadocia e gli insegna la costruzione delle bombe.

### Templari
- Manuele Paleologo: Erede dell'ultimo imperatore bizantino e membro dei Templari.
- Ahmet: Principale nemico di Ezio durante il suo soggiorno a Costantinopoli. Capo dei Templari Bizantini e farebbe di tutto pur di trovare le chiavi di Masyaf.
- Leandros: Capitano Bizantino. Riuscì a catturare Ezio a Masyaf ma subito dopo quest'ultimo fugge e lo uccide.
- Shahkulu: Guardia del corpo di Manuele. Si unì ai Templari subito dopo che gli Ottomani distrussero il loro villaggio. In Cappadocia riuscì a sopravvivere alla Lama Celata di Ezio ma successivamente viene ucciso.
- Vali cel Tradat: Fu un nobile valacco. Membro degli Assassini, li tradì diventando un membro dell'Ordine dei Templari dopo la conquista della Valacchia da parte degli Ottomani.
- Cirillo di Rodi: È stato un diacono della Chiesa ortodossa e un membro dell'Ordine dei Templari. Nel 1511 fu ucciso a Costantinopoli da Ezio Auditore da Firenze insieme a un suo apprendista.
- Lisistrata: È stata un'attrice e membro dell'Ordine dei Templari, che era spesso invocata per il suo carisma seducente. Come una donna ricca bizantina, viveva una lussuosa vita disinvolta a Costantinopoli, dove fu istruita nelle arti dai Templari. In cambio del loro aiuto, Lisistrata ha usato il suo fascino suggestivo per scoprire i segreti degli ottomani, e donarli ai Templari. Nel 1511 venne uccisa da Ezio Auditore da Firenze insieme a un suo apprendista.
- Mirela Djuric: È stata un'athingana, conosciuta come una ladra scaltra e indovina, ed è stata un membro dell'Ordine dei Templari. Nel 1511 venne uccisa da Ezio Auditore da Firenze, insieme a un suo apprendista a Ismail.:
- Georgios Kostas: È stato un combattente con la reputazione di un'incredibile forza e brutalità e membro dell'Ordine dei Templari. Nel 1511 venne sconfitto e ucciso da Ezio Auditore da Firenze insieme a un suo apprendista a Costantinopoli.
- Damat Ali Pasha: Era un ex agente del sultano Bayezid II ed un membro dell'Ordine dei Templari. Ha servito con lealtà il Sultano Bayezid II, ma quando le ambizioni del Sultano di conquistare il mondo si erano placate, si unì ai Templari, nella speranza di portare l'ordine e la gloria a un mondo governato dal caos. Nel 1511 viene ucciso da Ezio Auditore da Firenze insieme a un suo apprendista a Costantinopoli.
- Odai Dunqas: Era un cugino del primo sultano del Sultanato Sennar, e un membro dell'Ordine dei Templari. Nel 1512 venne ucciso da Ezio Auditore da Firenze insieme a un suo apprendista a Costantinopoli.
- Vlad Tepes: Detto L'Impalatore per il modo in cui uccideva le sue vittime, era un principe della Valacchia. Segretamente, Vlad era un membro dell'Ordine dei Templari, che svolse un ruolo importante nella loro lotta contro l'Impero Ottomano. Vlad fu anche l'idolo segreto di Vali cel Tradat che, dopo la sua morte e la riconquista della Valacchia da parte degli Ottomani, divenne un Templare.
- Haras: Fu un Apprendista Assassino, che tradì l'Ordine per la sua lenta progressione ad Assassino di alto rango e di conseguenza, si unì all'Ordine dei Templari.

### Altri
- Sofia Sartor: Bibliotecaria di Costantinopoli. Aiuta Ezio nella ricerca delle chiavi e successivamente diventa sua moglie.
- Solimano il Magnifico: Prima persona che conosce Ezio una volta giunto a Costantinopoli. I due stringono subito amicizia e Solimano aiuta Ezio nella ricerca delle chiavi.

## Doppiaggio
Renato Novara, doppiatore di Ezio Auditore in Assassin's Creed II e Assassin's Creed: Brotherhood, è stato sostituito da Diego Baldoin, in quanto la voce di Novara è stata ritenuta troppo giovanile rispetto al personaggio (Ezio in Assassin's Creed: Revelations è invecchiato rispetto alle precedenti edizioni). Baldoin inoltre ha confermato di aver doppiato anche il cortometraggio animato Assassin's Creed: Embers. Mentre per quanto riguarda Altair, a prestargli la voce è stato di nuovo Paolo De Santis già suo doppiatore in Assassin's Creed e Assassin's Creed: Bloodlines. Nei ricordi in cui è anziano il suo doppiatore è invece Antonio Paiola.
| Nome personaggio           | Doppiatore originale | Doppiatore italiano                                      |
| -------------------------- | -------------------- | -------------------------------------------------------- |
| Ezio Auditore              | Roger Craig Smith    | Diego Baldoin                                            |
| Desmond Miles              | Nolan North          | Alessandro Rigotti                                       |
| Altaïr Ibn La-Ahad         | Cas Anvar            | Paolo De Santis (da giovane) Antonio Paiola (da vecchio) |
| Clay Kaczmarek/Soggetto 16 | Graham Cuthbertson   | Leonardo Gajo                                            |
| Shaun Hastings             | Danny Wallace        | Matteo Zanotti                                           |
| Rebecca Crane              | Eliza Schneider      | Jenny De Cesarei                                         |
| William Miles              | John de Lancie       | Natale Ciravolo                                          |
| Sofia Sartor               | Anna Tuveri          | Elisabetta Spinelli                                      |
| Yusuf Tazim                | Chris Parson         | Riccardo Lombardo                                        |
| Solimano il Magnifico      | Haaz Sleiman         | Marco Benedetti                                          |
| Ahmet                      | Tamer Hassan         | Federico Danti                                           |
| Tarik Barleti              | J.B. Blanc           | Andrea Bolognini                                         |
| Selim I                    | Shawn Baichoo        | Marco Pagani                                             |
| Manuele Paleologo          | Vlasta Vrána         | Gianni Gaude                                             |
| Shahkulu                   | Tony Calabretta      | Marco Pagani                                             |
| Leandros                   | Steve Blum           | Pino Pirovano                                            |
| Piri Reis                  | Alex Ivanovici       | Oliviero Corbetta                                        |
| Abbas Sofian               | Yerman Gur           | Domenico Brioschi                                        |
| Maria Thorpe               | Eleanor Noble        | Donatella Fanfani                                        |
| Darim Ibn La-Ahad          | Michael Benyaer      | Giorgio Bonino                                           |
| Al Mualim                  | Peter Renaday        | Riccardo Rovatti                                         |
| Niccolò Polo               | Shawn Baichoo        | Luca Sandri                                              |
| Giove                      | Tony Robinow         |                                                          |
| Duccio de Luca             | Shawn Baichoo        | Luca Sandri                                              |
| Warren Vidic               | Phil Proctor         | Riccardo Rovatti                                         |
| Giunone                    | Nadia Verrucci       | Cinzia Massironi                                         |
| Animus                     | Jennifer Seguin      | Lorella De Luca                                          |
| Haras                      | Michael Benyaer      | Valerio Amoruso                                          |
| Vali cel Tradat            |                      | Giorgio Bonino                                           |
| Odai Dunqas                |                      | Renzo Ferrini                                            |
| Georgios Kostas            |                      | Gianluca Iacono                                          |
| Laetitia England           | Amy Landecker        | Emanuela Pacotto                                         |
| Mirela Djuric              | Ida Darvish          | Emanuela Pacotto                                         |
| Cirillo di Rodi            |                      | Pino Pirovano                                            |
| Damat Ali Pasha            |                      | Luca Sandri                                              |

## Edizioni limitate
In Europa sono state annunciate quattro limited edition del gioco: la Collector's Edition, Templar Edition (esclusiva della catena OpenGames in Italia), Animus Edition (esclusiva dei negozi europei della catena GameStop) e la Ottoman Edition.

## Rimasterizzazione
Il 17 novembre 2016 vengono rilasciati, in versione rimasterizzata, Assassin's Creed II, Assassin's Creed: Brotherhood e Assassin's Creed: Revelations per PlayStation 4 e Xbox One in un'unica confezione chiamata Assassin's Creed: The Ezio Collection, contenente tutti i DLC disponibili.

## Sviluppo
Il 29 aprile 2011 a causa di un errore avvenuto sulla pagina Facebook ufficiale, Ubisoft dovette annunciare in lieto anticipo l'esistenza di un nuovo capitolo della serie.

## Accoglienza
La rivista Play Generation diede alla versione per PlayStation 3 un punteggio di 89/100, apprezzando l'impatto grafico spettacolare come sempre e l'esperienza multiplayer di qualità e come contro le poche novità che non avevano un grande impatto, finendo per trovare che la serie aveva bisogno di un rinnovamento per sopravvivere al mercato, che con un po' di coraggio in più poteva partire proprio da questo capitolo.

## Sequel
Nel 2012 è uscito il seguito, Assassin's Creed III, con un nuovo protagonista, Connor Kenway.